# Tu viện Lorsch
Tu viện Lorsch nguyên là một tu viện Dòng Biển Đức ở ngoại ô thành phố Lorsch trong miền nam của bang Hessen thuộc Đức. Tu viện được thành lập năm 764 và đã tồn tại độc lập 468 năm cho đến khi bị sáp nhập vào địa phận tổng Giám mục Mainz năm 1232. Đầu thời Trung cổ, tu viện đã là trung tâm văn hóa và tôn giáo của Vương quốc Frank. Ngôi nhà có cổng vào phía dưới là công trình xây dựng duy nhất vẫn còn toàn vẹn của thời Caroling và là một trong các di tích quan trọng nhất của kiến trúc tiền Roman trong nước Đức.
Thư viện của tu viện Lorsch là một trong các thư viện lớn nhất thời Trung cổ, sau này được sáp nhập vào Thư viện Palatina (Bibliotheca Palatina) tại Heidelberg. Vào khoảng 300 tác phẩm vẫn còn tồn tại cho đến ngày nay của thư viện hiện đang được lưu trữ tại 54 địa điểm khác nhau trong 17 nước trên thế giới1.
Tu viện Lorsch là di sản thế giới của UNESCO từ năm 1991.

## Lịch sử

### Đầu thời kỳ Trung cổ
Theo Văn kiện chép tay Lorsch (Lorsch Codex), tu viện do bá tước Cancor thuộc gia đình quý tộc Robertin và mẹ là Williswinth cho xây dựng làm tu viện riêng. Theo các văn kiện vẫn còn tồn tại cho đến ngày nay, người ta cho rằng trước năm 764 đã có một nhà thờ tại đây, cũng do gia đình quý tộc này xây lên để thờ Thánh Phêrô. Nhà thờ này được mở rộng thành một tu viện để làm nơi chôn cất cho thành viên gia đình và năm 764 được trao tặng cho Giám mục Chrodegang của Metz (là một người họ hàng của Williswinth và Cancor). Vị Giám mục này có quan hệ mật thiết với thừa tướng (tiếng Pháp: maire du palace) Pipin dưới triều Frank, đã là đại sứ của giáo hoàng và là người lãnh đạo tổ chức nhà thờ trong vương quốc Frank. Vì thế nên tu viện vẫn thuộc về gia đình quý tộc này và các vị Giám mục lân cận của Worms và Mainz không thể sáp nhập tu viện Lorsch vào địa hạt của họ.
Bắt đầu từ năm 764 nhiều tu sĩ từ Gorze được Chrodegang gửi đến đây. Cũng như tại Tu viện Gorze, Chrodegang đã áp dụng các quy định của dòng tu Benedictine cho tu viện Lorsch. Thể theo lời thỉnh cầu của Chrodegang, Giáo hoàng Paul I đã trao tặng cho tu viện hài cốt của Thánh Nazarius, được đưa vào tu viện vào ngày 11 tháng 7 năm 765. Tu viện là một trong các tu viện đầu tiên của Vương quốc Frank đã nhận được hài cốt của một vị thánh La Mã từ giáo hoàng.
Từ đấy con số những người hành đạo đã tăng vọt và tu viện được hiến tặng thêm nhiều tài sản. Có thể đấy là nguyên do cho việc xây dựng một nhà thờ mới trong năm 765. Cũng trong năm đấy, Gundeland, một người anh em của Giám mục Chrodegang, trở thành tu viện trưởng của tu viện Lorsch. Nhà thờ mới được xây trên một khu đất cao không xa nơi cũ, đất xây là do Thurinkbert, một người anh em của bá tước Cancor hiến tặng. Khi Chrodegang qua đời năm 766 tu viện đã có 16 vị tu sĩ.

### Tu viện của Đế chế

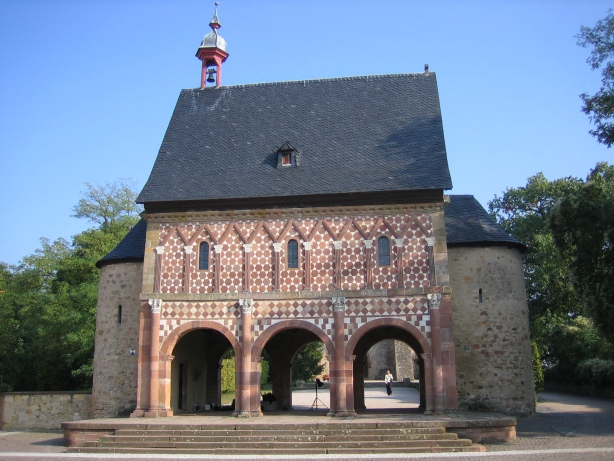
Cổng tu viện Lorsch

Sau khi Cancor qua đời năm 771, người con trai của ông là Heimerich đòi quyền sở hữu tu viện. Vị tu viện trưởng Gundeland đã mang vụ việc này ra đến tận Hoàng đế Karl, người công nhận quyền sở hữu thuộc về tu viện trưởng. Nhằm để ngăn ngừa các thành viên quý tộc và các vị Giám mục lân cận chiếm đoạt quyền sở hữu tu viện, Gundeland đã nhượng quyền sở hữu về cho Đại đế Karl. Từ đấy tu viện nằm dưới sự bảo hộ của hoàng đế, được phép tự do lựa chọn người tu viện trưởng cũng như là quyền đặc miễn. Gắn liền với các đặc quyền này là nhiều nghĩa vụ như trong một văn kiện (Notitia de servitio monasteriorum) năm 819 đã ghi chép lại: cầu nguyện cho nhà vua và triều đại, đóng góp hằng năm (dona annualia) cũng như là đóng góp quân sự, việc tất nhiên là không phải do các vị tu sĩ trực tiếp thực hiện. Thêm vào đó là việc phục vụ hoàng đế và các quan chức của triều đình khi ngự trị nơi lân cận và thực hiện các nhiệm vụ ngoại giao do hoàng đế giao phó.
Ngôi nhà thờ mới được hoàn thành năm 774. Đại đế Karl, lúc đấy đang ngự tại Speyer, đã cùng Giám mục Mainz (sau này là tổng Giám mục) Lul và nhiều Giám mục khác đã đến Lorsch tham dự buổi lễ khánh thành. Giám mục Lul chủ trì buổi lễ khánh thánh và đã đích thân mang hài cốt của thánh Nazarius vào ngôi nhà thờ mới.
Vị tu viện trưởng thứ tư là Richbod thành lập một căn phòng viết sử sách trong tu viện. Cũng trong cùng thế kỷ đó một trường học cũng đã được thành lập liên kết với căn phòng viết này. Richbod, người được đào tạo tại hoàng cung của Đại đế Karl, có lẽ là người viết văn kiện trong tu viện từ năm 775. Người ta đoán rằng do Richbod có quan hệ mật thiết với hoàng cung nên đã được chọn làm tu viện trưởng từ năm 784 và đồng thời cũng là tổng Giám mục của Trier từ 791 đến 793. Qua đó, tu viện đã đóng một vai trò quan trọng trong việc sản xuất sách và trong công cuộc cải cách giáo dục của Vương quốc Frank.

### Phân chia Vương quốc Frank
Người kế nhiệm Adalung đã có thể mở rộng sở hữu của tu viện. Như các vị tiền nhiệm, Adalung vẫn giữ quan hệ mật thiết với Đại đế Karl, người bổ nhiệm ông làm tu viện trưởng Tu viện Saint-Vaast trong Arras. Adalung là một những người đã ký tên trong di chúc của Karl Đại đế. Sau khi hoàng đế qua đời, Adalung cũng là vị cố vấn mật thiết của Ludwig Ngoan đạo, người kế thừa Đại đế Karl. Năm 823, Adelung đã được hoàng đế giao phó nhiệm vụ đến Roma nhằm lãnh đạo việc điều tra chống lại Giáo hoàng Paschalis I.
Tu viện Lorsch đã lớn mạnh thêm qua cuộc tranh chấp giữa vị hoàng đế và các con trai của ông. Ludwig Đức chiếm cứ tu viện năm 832, có lẽ là để ngăn chận tu viện nghiên về phía của hoàng đế. Năm 834 Ludwig Đức đã hiến tặng nhiều tài sản cho tu viện nhằm đạt được sự hậu thuẫn của tu viện để chống lại người anh em là Lothar I.
Samuel trở thành tu viện trưởng sau khi Adalung qua đời. Ông đã khéo léo dẫn dắt tu viện qua thời gian xung đột giữa các người con trai của Ludwig Ngoan đạo. Sau khi Ludwig Ngoan đạo mất, ông đã cùng với người trưởng Tu viện Fulda là Rabanus Maurus, tổng Giám mục Mainz là Otgar và Giám mục Badurat của Paderborn ủng hộ Lothar I. Chỉ sau khi Hiệp ước Verdun (843) được ký kết, các vị lãnh đạo nhà thờ này mới hòa giải với Ludwig Đức, việc có thể nhận thấy qua một văn kiện của Ludwig Đức năm 847: Vua Ludwig Đức đã cho phép tu viện trao đổi để nhận lại những phần đất đã bị mất do Vương quốc Frank bị chia cắt. Thể chế là một tu viện của vương quốc được tiếp tục công nhận trong năm 852.

### Cuối thời Trung cổ và thời Cận đại

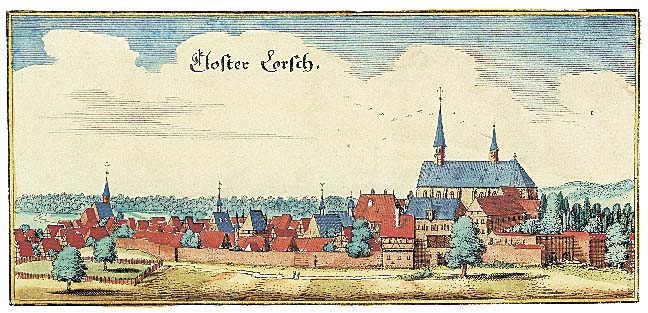
Tu viện Lorsch vào khoảng năm 1615, tranh khắc đồng của Matthäus Merian

Năm 1065 Hoàng đế Heinrich IV của Thánh chế La Mã dự định sáp nhập tu viện vào địa hạt của Adalbert von Bremen, vị tổng Giám mục nhiều quyền lực của Bremen và Hamburg. Tu viện trưởng Udalrich đã nỗ lực chống lại ý định này của hoàng đế: Pháo đài Starkenburg được xây dựng ngay cạnh để bảo vệ tu viện và trong năm 1066 Udalrich đã cùng 1.200 kỵ binh đến Tribur để yêu cầu vị hoàng đế trẻ tuổi từ bỏ kế hoạch này.
Năm 1229 tổng Giám mục Mainz và thủ tướng Đế chế lúc đó là Siegfried II của Eppstein cuối cùng cũng đã đề nghị được Giáo hoàng Gregor IX cho sáp nhập tu viện vào địa hạt của ông. Tu viện mất quyền đặc miễn năm 1232 dưới thời của Hoàng đế Friedrich II. Bắt đầu từ thời gian này tu viện đã mất đi tầm quan trọng khi xưa và biến thành một trung tâm tôn giáo địa phương.
Năm 1461 tu viện bị thế chấp về vùng Kurpfalz. Tuyển hầu Ottheinrich của Kurpfalz đã đưa phong trào Cải cách Kháng Cách vào trong lãnh địa cai trị và giải tán tu viện năm 1556. Mãi đến năm 1623 Tu viện Lorsch mới lại thuộc về địa hạt tổng Giám mục Mainz, nhưng tại thời điểm này tu viện rực rỡ ngày xưa đã biến thành nơi hoang tàng: quân đội Tây Ban Nha đã phá hủy tu viện năm 1621 trước khi rút khỏi nơi này. Còn lại duy nhất là ngôi nhà lớn có cổng, kiến trúc bằng đá lâu đời nhất vẫn còn toàn vẹn của Đức thời hậu La Mã, mang lại cho thế giới một ấn tượng về kiến trúc thời Caroling.

## Các trưởng tu viện

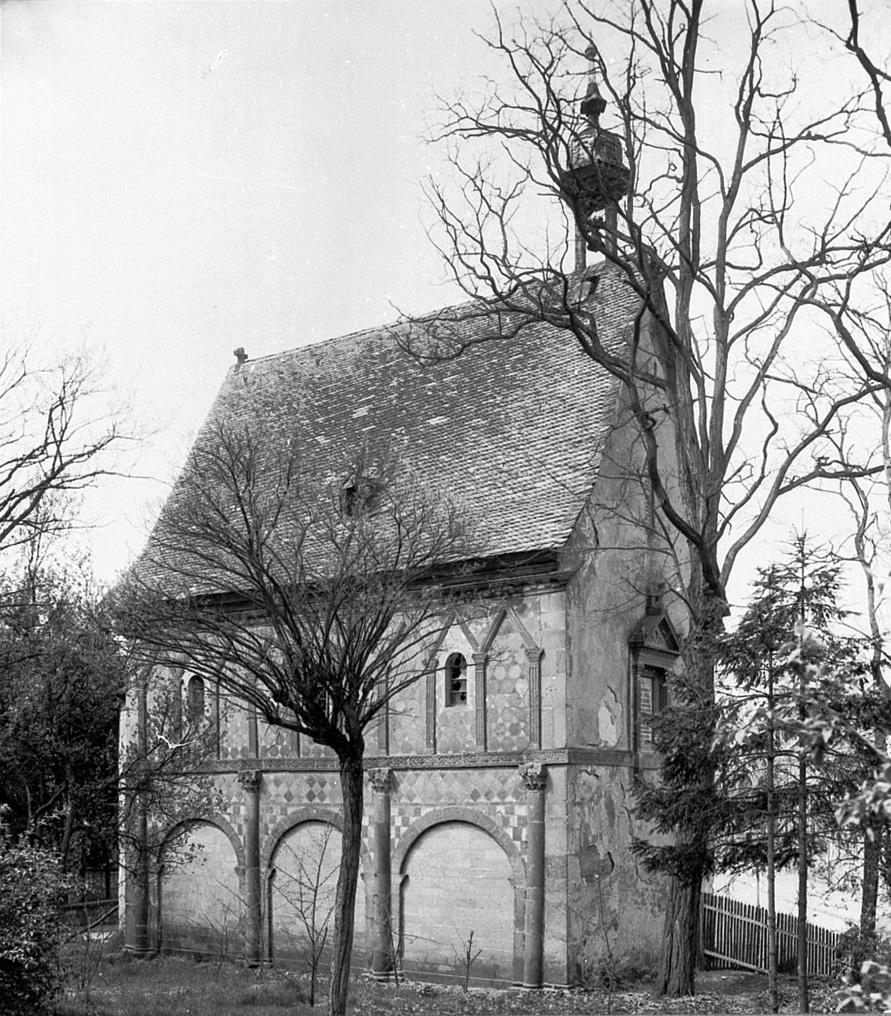
Tu viện Lorsch năm 1900 trước khi được trùng tu

Trong thời gian 468 năm tồn tại tu viện đã có 47 vị tu viện trưởng.
| Tên                                    | từ        | đến       |
| -------------------------------------- | --------- | --------- |
| Giám mục Chrodegang của Metz           | 764       | 765       |
| Gundeland                              | 765       | 778       |
| Helmerich                              | 778       | 784       |
| Richbod                                | 784       | 804       |
| Adalung                                | 804       | 837       |
| Samuel                                 | 837       | 856       |
| Eigilbert                              | 856       | 864/865   |
| Thiothroch                             | 864/865   | 876       |
| Babo                                   | 876       | 881       |
| Walther                                | 881       | 882       |
| Gerhard                                | 883       | 893       |
| Adalbero                               | 895       | 897       |
| Liuther                                | 897       | 900       |
| Adalbero                               | 900       | 901       |
| Hatto                                  | 901       | 913       |
| Liuther                                | 914       | 931       |
| Evergis                                | 931       | 948?      |
| Brun (anh em trai của hoàng đế Otto I) | 948?      | 951       |
| Gerbod                                 | 951       | 972       |
| Salmann                                | 972       | 999       |
| Werner I                               | 999       | 1001      |
| Werner II                              | 1001      | 1002      |
| Gerold I                               | 1002      | 1005      |
| Poppo, cũng là trưởng Tu viện Fulda    | 1006      | 1018      |
| Reginbald                              | 1018      | 1032      |
| Humbert                                | 1032      | 1037      |
| Bruning                                | 1037      | 1043      |
| Hugo I.                                | 1043      | 1052      |
| Arnold                                 | 1052      | 1055      |
| Udalrich                               | 1056      | 1075      |
| Adalbert                               | 1075      | 1077      |
| Winther (Saargaugrafen)                | 1077      | 1088      |
| Anselm                                 | 1088      | 1101      |
| Gerold II                              | 1101      | 1105      |
| Hugo II                                | 1105      | -         |
| Gebhard                                | 1105      | 1107      |
| Ermenold                               | 1107      | 1111?     |
| Benno                                  | 1111?     | 1119      |
| Heidolf                                | 1119      | -         |
| Hermann                                | 1124      | 1125      |
| Diemo                                  | 1125      | 1139      |
| Baldemar                               | 1140      | 1141      |
| Folknand                               | 1141      | 1148      |
| Hildebert                              | 1148      | -         |
| Marquard                               | 1148      | 1149      |
| Heinrich                               | 1151      | 1167      |
| Sigehard                               | 1167      | 1199/1200 |
| Luitpold của Scheinfeld                | 1199/1200 | 1214      |
| Konrad                                 | 1214      | 1229      |